# Ирвинг против Липштадт
Ирвинг против Липштадт — судебный процесс в Великобритании, проходивший с 1996 по 2000 год. Сторонами процесса являлись британский писатель Дэвид Ирвинг как истец и американский историк Дебора Липштадт и издательство Penguin Books как ответчики. Ирвинг обвинял своих оппонентов в клевете и нанесении ими ущерба его научной и деловой репутации. 
Слушание в суде началось 11 января и завершилось 11 апреля 2000 года. Суд признал правоту Липштадт и издательства. Процесс вызвал большое внимание общественности, причём не только в Великобритании.

## Конфликт
В 1993 году американский историк Дебора Липштадт опубликовала книгу «Отрицание Холокоста: рост нападок на правду и память», посвящённую отрицателям Холокоста и их аргументации, в частности писателю Дэвиду Ирвингу. Она охарактеризовала Ирвинга как одного из наиболее опасных неонацистов и отрицателей Холокоста, поскольку он значительно умнее и образованнее обычных маргинальных последователей Гитлера и пропагандирует свои взгляды гораздо тоньше и продуманнее.
Поначалу единственной реакцией Ирвинга на выход книги было появление на одном из выступлений Липштадт в Атланте, где он повторил своё давнее обещание выдать 1000 долларов каждому, кто докажет историческую достоверность «окончательного решения еврейского вопроса».
В 1996 году Ирвинг подал иск в британский суд на Дебору Липштадт и издательство Penguin Books, с обвинением в клевете и нанесении ущерба своей научной и деловой репутации. Ирвинг подчеркивал, что выступает не против права своих противников иметь собственное мнение и подвергать нападкам чужое, а против клеветы и обвинений в неонацизме.
Учитывая тот факт, что бремя доказательств в британском суде возложено на ответчика, Деборе Липштадт и издательству пришлось нелегко. Проблема была в том, что для выигрыша дела ответчики должны были доказать, что Ирвинг сознательно искажал исторические факты, то есть что Холокост — реальное историческое событие.
Липштадт наняла для участия в процессе королевского адвоката Ричарда Рэмптона, солиситора Энтони Джулиуса и Джеймса Либсона, а издательство — юристов Кевина Бэйса и Марка Бэтмана, специализирующихся на делах о клевете.
Слушание дела в суде началось 11 января 2000 года.

## Судебная экспертиза
Ответчики пригласили в качестве эксперта британского историка Ричарда Эванса, специализировавшегося на истории нацистской Германии. Он исследовал книги, публикации и выступления Ирвинга, чтобы выяснить, было ли отрицание Холокоста следствием намеренных манипуляций, вызванных политическими интересами и убеждениями Ирвинга. Эванс обнаружил в работах Ирвинга ряд случаев, в которых он использовал фальшивые документы, игнорировал документальные доказательства, избирательно цитировал источники, вырывая фразы из контекста.
В частности, Ирвинг сильно преувеличил число погибших от бомбардировки Дрездена союзниками и преуменьшил число погибших от Холокоста. При этом он постоянно использовал некорректные сравнения между этими бомбардировками и Холокостом, используя как подлинные, документы, про которые было достоверно известно, что они поддельные.
Ирвинг утверждал, что Гитлер ничего не знал о Холокосте. Эванс доказал, что это не соответствует действительности, и что Ирвинг игнорировал десятки достоверных источников в пользу проведения собеседований с предвзятыми лицами, вроде личного водителя Гитлера. Эванс также выявил, что некорректная методика, с помощью которой Ирвинг проводил интервью, позволяла получать свидетельство, подтверждающее позицию Ирвинга.
Ирвинг утверждал, что никакого Холокоста как системы уничтожения не было. Ирвинг также утверждал, что число погибших от Холокоста составляет менее 1 млн человек, и что большинство этих смертей были результатом болезней, а не целенаправленного уничтожения. Эванс показал, что это не соответствует действительности, продемонстрировал искажение Ирвингом исторических документов: он отвергал множество достоверных источников в пользу отдельных спорных и сомнительных. Ирвинг отвергал подлинность исторических документов, которые опровергали его позицию даже тогда, когда никаких оснований сомневаться в них не было. В частности, он неоднократно утверждал, что дневник Анны Франк является подделкой, даже после судебной экспертизы, подтвердившей аутентичность документа.
Ирвинг утверждал, что каких-либо газовых камер, созданных для уничтожения евреев и других узников нацизма, никогда не существовало. Эванс доказал, что это неверно, и продемонстрировал, каким образом Ирвинг пришёл к этому выводу. Ирвинг опирался, в частности, на дневники Геббельса без учёта контекста. В частности, он поочередно использовал оригинал и перевод на английский таким образом, чтобы, будучи вырванными из контекста, цитаты подтверждали его позицию.
Кроме того, Эванс выявил связи между Ирвингом и известными антисемитскими организациями. Им были обнаружены многочисленные примеры прямых расистских и антисемитских заявлений Ирвинга.
На процессе выступили также ряд других экспертов:
- Профессор Петер Лонгерих, преподаватель немецкого отделения в Колледже Холлоуэй Лондонского университета, специалист по нацизму и истории Третьего рейха. Он дал показания о существовании специальной политики истребления европейского еврейства нацистами и о роли Гитлера в преследовании евреев.
- Роберт Ян ван Пелт, профессор архитектуры в школе архитектуры Университета Уотерлу (Канада). Он представил суду заключение о строительстве и использовании Освенцима именно как лагеря смерти.
- Кристофер Браунинг[англ.], американский профессор истории Тихоокеанского лютеранского университета[англ.] (Такома, штат Вашингтон). Дал показания о методах «окончательного решения еврейского вопроса», в том числе о расстрелах евреев на Востоке и удушении их газом в лагерях смерти (помимо Освенцима).
- Хаджо Функе[нем.], профессор политологии Свободного университета Берлина. Представил заключение о связях Ирвинга с ультраправыми и неонацистами, в том числе в Германии.

Выводы Ричарда Эванса и других экспертов позволили защите выиграть процесс. Впоследствии Эванс написал книгу об этом деле под названием «Ложь о Гитлере: История, Холокост, и суд с Дэвидом Ирвингом» (англ. Lying About Hitler: History, Holocaust, and the David Irving Trial). Книга Эванса под названием англ. David Irving, Hitler and Holocaust Denial представлена на сайте Университета Эмори. Дебора Липштадт в 2017 году отмечала, что ключевую роль в её команде адвокатов сыграл один из известных британских юристов Энтони Джулиус, среди прочего автор 900-страничной книги Trials of the Diaspora: A History of Antisemitism in Britain.

## Итог суда
11 апреля 2000 года судья Чарльз Грей огласил 333-страничное решение. Претензии Ирвинга были отвергнуты, он получил требование оплатить 3 млн фунтов в качестве компенсации судебных издержек.
Суд установил, что Ирвинг неоднократно делал заявления с целью преуменьшить масштабы Холокоста. По мнению суда, Ирвинг намеренно манипулировал данными и это было вызвано его антисемитизмом. В судебном решении Ирвинг назван антисемитом и расистом, связанным с неонацистскими организациями.

Является ли Ирвинг отрицателем Холокоста.
Я считаю неоспоримым тот факт, что Ирвинг является отрицателем Холокоста. Он не только отрицал существование газовых камер в Аушвице и утверждал, что ни один еврей не был там удушен, он делал это очень часто, а иногда и в очень оскорбительной манере. Его утверждение, что на заднем сидении машины Кеннеди в Чаппакуиддике умерло больше людей, чем в газовых камерах Аушвица; его отклонение свидетельств очевидцев как лжецов или страдающих душевными болезнями; его ссылка на ассоциацию выживших в Аушвице как на обманщиков и т. д.
Ирвинг делал и более общие заявления с целью преуменьшить масштабы Холокоста. Например, он утверждал, что евреев на Востоке расстреливали отдельные бандиты и преступники и что не существовало директивы или политики массового истребления. Сделанное Ирвингом утверждение, которое ответчики определили как отрицание Холокоста, является ложным в том смысле, что они не опираются на какие-либо свидетельства.
Итак, доказано, что расстрел евреев на Востоке был систематическим и направлялся из Берлина, причем Гитлер знал о расстрелах и одобрял их; что в нескольких лагерях Рейнхарда были газовые камеры и что сотни тысяч евреев погибли в них (во время процесса Ирвинг это признал) и что в Аушвице тоже были газовые камеры, где ещё сотни тысяч евреев были отравлены.
Я делаю заключение, что отрицание Ирвингом этих предположений противоречит доказательствам.
Является ли Ирвинг антисемитом и расистом.
Мне кажется, что большая часть, если не все утверждения Ирвинга, являются чёткими доказательствами того, что Ирвинг — антисемит.
Его слова направлены против евреев (индивидуально или коллективно) в том смысле, что они враждебны, критичны, обидны и насмешливы в отношении их характеристик и внешности. Достаточно несколько примеров: Ирвинг утверждает, что евреев заслуженно не любят; что они сами навлекли на себя Холокост; что еврейские финансисты — нечестные; что евреи вызывают антисемитизм своей жадностью и лживостью; что евреи — человеческая накипь; что евреи убегают и прячутся украдкой, не в силах выносить дневного света…
Ирвинг выдвинул оправдание своим высказываниям, объяснив их как попытку предупредить евреев, чтобы они своим поведением не настраивали общественность против себя. Если бы он хотел сказать именно это, я не верю чтобы он стал пользоваться такой оскорбительной манерой…
Я согласен с тем, что евреев можно критиковать так же, как и других. Но мне кажется, что Ирвинг регулярно пересекал и пересекает границу между разумной критикой и поношениями еврейского народа, основанными на предрассудках.
Вывод, который можно сделать из того, что сказал и написал Ирвинг — он является антисемитом.
Заключение о том, что Ирвинг — расист, сделано по аналогичным причинам. Это и неудивительно, так как антисемитизм — форма расизма.
Оригинальный текст (англ.)Whether Irving is a “Holocaust denier”

Even so, it appears to me to be incontrovertible that Irving qualifies as a Holocaust denier. Not only has he denied the existence of gas chambers at Auschwitz and asserted that no Jew was gassed there, he has done so on frequent occasions and sometimes in the most offensive terms... his claim that more people died in the back of Kennedy’s car at Chappaquiddick than died in the gas chambers at Auschwitz; his dismissal of the eye-witnesses en masse as liars or as suffering from a mental problem; his reference to an Association of Auschwitz Survivors and Other Liars or “ASSHOLS”...
Irving has also made broader claims which tend to minimise the Holocaust. For example he has claimed that the Jews in the East were shot by individual gangsters and criminals and that there was no direction or policy in place for mass extermination to be carried out... It is part of the Defendants’ case on justification that the statements made by Irving which are apostrophised by the Defendants as Holocaust denials are false in the sense that they are unsupported by the evidence.
I have already made findings that the evidence supports the following propositions: that the shooting of the Jews in the East was systematic and directed from Berlin with the knowledge and approval of Hitler; that there were gas chambers at several of the Operation Reinhard camps and that (as Irving during the trial admitted) hundreds of thousands of Jews were killed in them and that there were gas chambers at Auschwitz, where hundreds of thousands more Jews were gassed to death. It follows that it is my conclusion that Irving’s denials of these propositions were contrary to the evidence.
Anti-semitism
It appears to me to be undeniable that most, if not all, of the statements set out in paragraph 9.5 reveal clear evidence that, in the absence of any excuse or suitable explanation for what he said or wrote, Irving is anti-semitic. His words are directed against Jews, either individually or collectively, in the sense that they are by turns hostile, critical, offensive and derisory in their references to semitic people, their characteristics and appearances. A few examples will suffice: Irving has made claims that the Jews deserve to be disliked; that they brought the Holocaust on themselves; that Jewish financiers are crooked; that Jews generate anti-semitism by their greed and mendacity; that it is bad luck for Mr Wiesel to be called ‘Weasel’; that Jews are amongst the scum of humanity; that Jews scurry and hide furtively, unable to stand the light of day; that Simon Wiesenthal has a hideous, leering evil face; and so on.
In the preceding paragraph I did introduce the caveat that the evidence of Irving’s anti-semitism is clear in the absence of any excuse or sensible explanation for his words. It is possible to envisage circumstances in which words, which on their face are anti-semitic, turn out on analysis to be susceptible of innocent explanation. Irving did advance a number of reasons why he claims it is unreasonable to regard him as an anti-semite. I have summarised them at paragraphs 9.9 to 9.17 above.
The principal explanation or justification offered by Irving for his comments about Jews is that he is seeking to explain to Jews why anti-semitism exists and not himself adopting the anti-semitism. But I do not think that this was the message that Irving was seeking to convey to his audiences and it was certainly not the sense in which his remarks were understood. Irving advances a similar justification of his characterisation of the Jewish stereotype as an attempt to warn Jews not to enhance by their conduct the negative public perception of them. If this were Irving’s objective, I do not believe that he would have used such offensive language. If (as Irving claims) his remark about Wiesenthal was a joke, it was an anti-semitic joke.
I have more sympathy for Irving’s argument that Jews are not immune from his criticism. He said that he was simply expressing legitimate criticisms of them. Irving gave as an example what he claimed was his justified criticism of the Jews for suppressing his freedom of expression. Another legitimate ground of criticism might be the manner in which Jews in certain parts of the world appear to exploit the Holocaust. I agree that Jews are as open to criticism as anyone else. But it appears to me that Irving has repeatedly crossed the divide between legitimate criticism and prejudiced vilification of the Jewish race and people. I can well understand too that, because of his perceived views, Irving and his family have from time to time been subjected to extreme pressure, for example when his flat house was besieged by rioters in 1994 (see paragraph 9.14 above). In the heat of the moment ill-considered remarks are often made. But it is in just such circumstances that racial prejudice manifests itself. In my view that is what occurred in 1994.
The inference which in my judgment is clearly to be drawn from what Irving has said and written is that he is anti-semitic.
Racism

I have concluded that the allegation that Irving is a racist is also established for broadly analogous reasons. This is unsurprising for anti-semitism is a form of racism.

## Апелляция
Ирвинг не согласился с выводами суда и подал апелляцию. Она была рассмотрена в суде в июле 2001 года, сам он на суде не присутствовал. Адвокат Ирвинга Дэвис утверждал, что его клиент мог проявить небрежность как историк, но он не лгал преднамеренно. Тем не менее, апелляционные судьи пришли к выводу, что вердикт судьи Грея был образцом «полноты и стиля» и оставили его в силе. Апелляция Ирвинга была отклонена.
21 мая 2002 года судья постановил, что некредитоспособность Ирвинга не поможет избежать ему ответственности перед законом. Для оплаты судебных издержек Ирвинг был вынужден продать свой дом в Англии, а также объявил себя банкротом.

## Отклики
Процесс вызвал большое внимание общественности, причем не только в Великобритании. По итогам процесса журналист Дэвид Гуттенплан опубликовал книгу, в которой изложил взгляды обеих сторон. Многие крупные газеты комментировали процесс и вердикт суда. В частности, Нью-Йорк Таймс написала:

Этот вердикт не оставляет камня на камне от утверждения, что Ирвинг — это нечто большее, чем доморощенный защитник Гитлера

Решение суда активно обсуждалось в академической среде. Так, британский историк Дэвид Цезарани приветствовал вердикт. Он считает, что речь идет не только о прошлом, но и о будущем. По его мнению, отрицание Холокоста есть попытка реабилитации нацизма. Американский историк Дэниэл Голдхаген полагает, что в суде исторические вопросы не решаются, а Ирвинга вообще не следует принимать всерьёз: само обсуждение, был ли Холокост в реальности, является абсурдным, как обсуждение вопроса, было ли рабство в США, или является ли историческим фактом Вторая мировая война.
В 2016 году история была экранизирована в художественном фильме «Отрицание». Фильм частично основан на материалах дела, частично на книге Деборы Липштадт «Мой день в суде с человеком, отрицающим Холокост»